# Firehouse Subs
O Firehouse Restaurant Group, Inc., conhecido como Firehouse Subs, é uma rede americana de restaurantes fast casual com sede em Jacksonville, Flórida, especializada em sanduíches de submarino. Foi fundada em 1994 pelos irmãos ex-bombeiros Chris e Robin Sorensen. É uma subsidiária da Restaurant Brands International, que também é proprietária das redes Burger King, Popeyes e Tim Hortons.
A Firehouse Subs tem mais de 1.210 restaurantes em 46 estados, Porto Rico, Suíça, Canadá e, em breve, no México, Reino Unido e Oriente Médio até 2024 e no Brasil em 2025.

## História
Os irmãos Chris Sorensen e Robin Sorensen seguiram a mesma carreira de seu pai, Rob Sorensen, um veterano de 43 anos do Departamento de Bombeiros e Resgate de Jacksonville, na Flórida.
Em 10 de outubro de 1994, o primeiro restaurante Firehouse Subs foi inaugurado em Jacksonville. A Firehouse Subs tentou franquear pela primeira vez em 1995. Logo depois, os fundadores decidiram desistir da ideia, acabando por comprar de volta os locais franqueados. Em vez disso, optaram por se concentrar em operar apenas lojas próprias, especialmente na área de Jacksonville.
Em 1998, a Firehouse Subs ultrapassou 10 unidades e, mais tarde naquele ano, abriu a primeira unidade fora da Flórida.
Em 2000, os fundadores decidiram adotar uma abordagem diferente, usando consultores para planejar o crescimento da franquia. Eles conseguiram estabelecer financiamento para franqueados em potencial. A segunda onda de franquias começou em 2001.
Em 2011, a Firehouse Subs abriu suas primeiras franquias no território americano de Porto Rico, por meio do franqueado local Caribbean Restaurants.
Em 2012, a empresa atingiu 500 locais, terminando o ano com quase 600. Em julho de 2016, a Firehouse Subs abriu sua 1.000ª unidade.
Em 2015, a Firehouse Subs abriu suas primeiras unidades no Canadá, com sua primeira unidade inaugurada em Oshawa, Ontário, em outubro, com o franqueado OnFire Restaurant Group. Atualmente, o grupo opera 50 restaurantes canadenses, com planos de abrir um total de 90 somente em Ontário. A rede também lançou um programa de fidelidade.
Em junho de 2017, a Firehouse Subs abriu sua primeira unidade em aeroporto no Jacksonville International. Em dezembro de 2017, a segunda unidade da marca em aeroporto foi aberta no Orlando International. Em abril de 2018, a rede abriu sua primeira unidade no campus da Western New England University. Em 2020, a rede abriu uma unidade no Baptist Medical Center de Jacksonville.
Em 15 de novembro de 2021, a Restaurant Brands International, controladora do Burger King, anunciou que adquiriria a Firehouse Subs por US$ 1 bilhão. A aquisição foi concluída em 15 de dezembro de 2021.
Em 22 de junho de 2023, a Firehouse Subs abriu sua primeira unidade fora da América do Norte em Zurique, Suíça.
Em junho de 2025, a empresa abriu sua primeira unidade no Brasil, localizada no Shopping Internacional de Guarulhos.